# 헤지라
헤지라(아랍어: هِجْرَة)는 무함마드가 박해 때문에 메카에서 메디나로 이주한 사건이다. 이슬람교의 전설에 따르면, 622년 7월 16일 메카를 출발하여 9월 20일 메디나에 도착하는데, 그 출발일을 가리킨다.

## 설명
'헤지라'라 함은 본래 혈연·지연관계로부터 스스로를 분리시키는 것을 의미했으나 이것이 뒤에는 종교적 이유에 의한 이동을 뜻하게 되었다. 이슬람교는 헤지라를 계기로 해서 메카에 있어서의 사적 신앙 단계를 벗어나 하나의 교단을 형성하는 단계로 발전하게 되었다. 이러한 의미로 말미암아 이것이 이슬람교의 역사적 전환점으로서 이슬람교 초기의 교도들에게 인식되어 뒤에 이슬람교 기원(紀元)의 출발점이 되었다(헤지라 기원 원년). 무함마드의 헤지라 때 메카의 이슬람 교도들도 집단적으로 메디나로 이주하게 되었다(하로지룬). 이미 메디나측과는 무함마드와 그의 종교집단을 받아들인다는 협정이 성립되어 있었던 것이다. 메디나측으로서는 메카측과는 달리 다신교를 기초로 하는 기득권이 없었기 때문에 이슬람교를 그들의 정치적·사회적 필요를 충족시켜주는 것으로 수용하기가 쉬웠다. 메디나에서 무함마드에 반대한 사람들은 《쿠란》에서 '무나휘쿤'이라 하여 경멸적으로 불리고 있다. 반대 이유는 종교적 이유에서가 아니라 정치적 이유 때문이었다.

## 같이 보기
- 이슬람력